# Listă de episoade ale Raportului Colbert
Raportul Colbert (engleză The Colbert Report) este o emisiune satirică a televiziunii americane, moderat de en:Stephen Colbert. Moderatorul care se consideră un om cu păreri democrate, critică ignoranța și egomania unor personalități americane, care sunt descriși ca idioți prost informați. 

## Sezoane
- 2005 : Sezonul 1 al Raportului Colbert  (32 episoade)
- 2006 : Sezonul 2 al Raportului Colbert (161 episoade)
- 2007 : Sezonul 3 al Raportului Colbert (138 episoade)
- 2008 : Sezonul 4 al Raportului Colbert (160 episoade)
- 2009 : Sezonul 5 al Raportului Colbert (161 episoade)
- 2010 : Sezonul 6 al Raportului Colbert (161 episoade)
- 2011 : Sezonul 7 al Raportului Colbert (161 episoade)
- 2012 : Sezonul 8 al Raportului Colbert (149 episoade)
- 2013 : Sezonul 9 al Raportului Colbert (156 episoade)
- 2014 : Sezonul 10 al Raportului Colbert (159 episoade)